# Дрейкіш
Дрейкіш або Дурайкіш (араб. دريكيش) — місто на північному заході Сирії. Знаходиться в провінції Тартус, за 32 км від міста Тартус. Назва походить від латинського Dreikiche, що означає «три печери». У місті є відоме в Сирії джерело мінеральної води Dreikiche. Населення міста складається переважно з алавітів.
| Сирія | Це незавершена стаття з географії Сирії. Ви можете допомогти проєкту, виправивши або дописавши її. |